# Уряд династії Цін

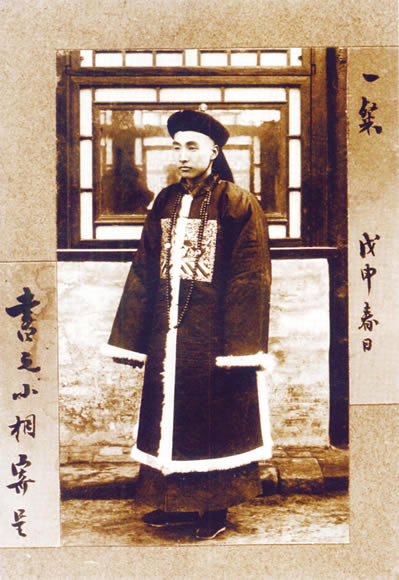
Мандарин династії Цін

Ранні китайські імператори династії Цін прийняли бюрократичні структури та інституції від попередньої керівної китайської династії Мін, але розділили правління між етнічними китайцями «ханьцями» та етнічними маньчжурами, а деякі посади також були передані етнічним монголам. Як і попередні династії які керували Китаєм, династія Цін наймав чиновників за імперською системою іспитів, поки ця система не була скасована аж в 1905 році. Династія Цін поділила державні посади на цивільні та військові, кожна з яких має дев'ять ступенів або рангів, кожна з яких поділена на категорії «a» та «б». Цивільні посади варіювалися від службовця китайського імператора чи великого секретаря в «Забороненому місті» (найвищий) до префектурного (повітового або провінційного) збирача податків, заступника тюремного наглядача, заступника комісара поліції чи податкового інспектора. Військові призначення варіювалися від фельдмаршала або камергера імперської охорони до сержанта третього класу, капрала або рядового першого або другого класу.

## Центральні державні установи в часи панування династії Цін
Формально структура уряду династії Цін була зосереджена на імператорі як абсолютному правителі Китаю, який очолював шість правлінь (міністерств), кожне з яких очолювали два президенти і яким допомагали чотири віцепрезиденти. На відміну від системи під час правління династії Мін, етнічна політика Цін диктувала, що призначення розподілялися між маньчжурськими дворянами та ханьськими чиновниками, які склали найвищі рівні державних іспитів. Великий Секретаріат, який був важливим органом формування політики часів правління династії Мін, втратив своє значення під час правління династії Цін і перетворився на імперську канцелярію. Установи, які були успадковані від Мін, склали ядро Цінського «Зовнішнього суду», який займався рутинними справами та був розташований у південній частині «Забороненого міста».

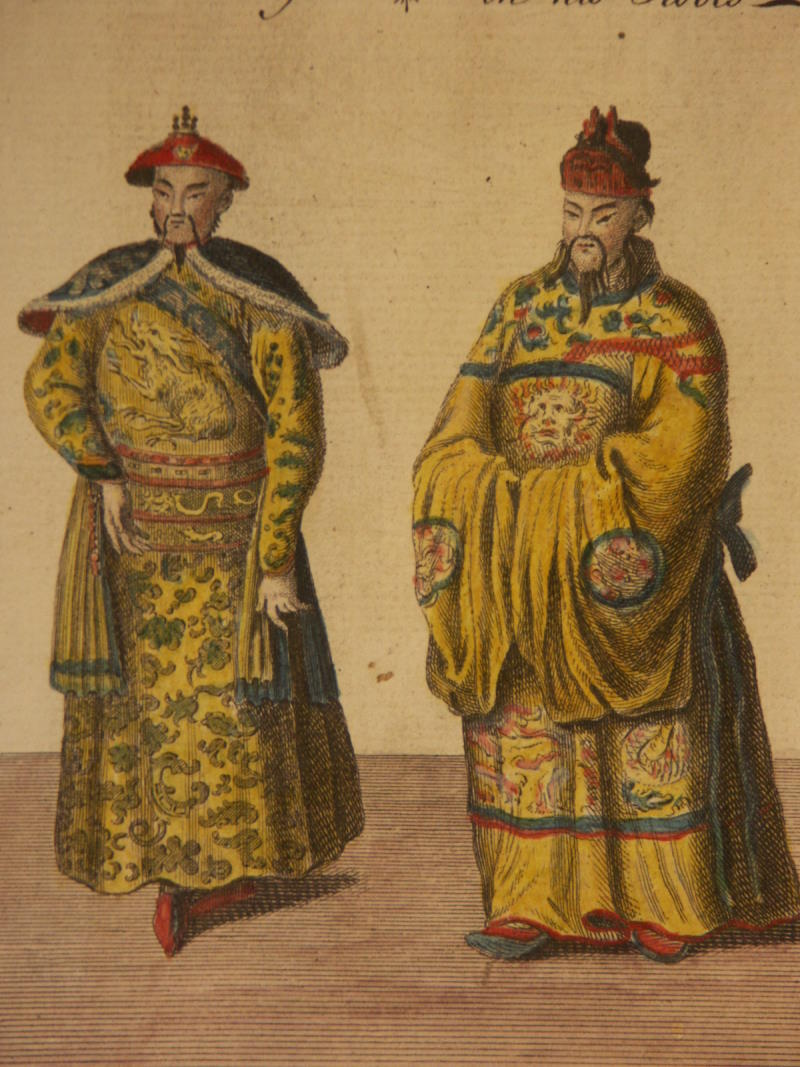
Імператор Китаю з «Універсального мандрівника».

Щоб не дозволити рутинній адміністрації взяти на себе управління імперією, імператори династії Цін подбали про те, щоб усі важливі справи вирішувалися у «Внутрішньому дворі», в якому домінували імператорська родина та маньчжурська знать і який знаходився в північній частині Забороненого міста. Основною установою внутрішнього суду була Велика Рада. Вона виникла у 1720-х роках під час правління імператора Юнчжена як орган, якому було доручено керувати військовими кампаніями Цін проти монголів, але незабаром він перебрав інші військові та адміністративні обов'язки, централізувавши владу під короною. Великі радники  служили свого роду таємною радою при імператорі.
Шість міністерств та їх відповідні сфери повноважень були такими:
Рада з цивільних призначень
Адміністрування персоналу всіх державних посадових осіб — включаючи оцінку, підвищення та звільнення. Він також відповідав за «список з відзнакою».
Комісія доходів
Дослівний перекладається з китайського слова «ху» (戶;户) означає «домашнє господарство». Протягом більшої частини історії Цін основним джерелом доходів уряду було оподаткування земельної власності, доповнене офіційними монополіями на сіль, яка була основним предметом побуту, і чай. Таким чином, у переважно аграрної династії Цін «домашнє господарство» було основою імперських фінансів. На департамент покладалися збори доходів і фінансове управління урядом.
Рада обрядів
Ця колегія відповідала за всі питання, що стосувалися судового протоколу. Вона організовувала періодичне поклоніння імператором предкам і різним богам, керувала відносинами з націями які були данниками китайського імператора й контролювала загальнонаціональну систему державного іспиту.
Військова дошка
На відміну від свого попередника династії  Мін, який мав повний контроль над усіма військовими питаннями, Військова рада династії Цін мала дуже обмежені повноваження. По-перше, Вісім прапорів перебували під безпосереднім контролем імператора та спадкових маньчжурських і монгольських князів, залишаючи під контролем міністрів лише Армію «Зелених Знаменів». Крім того, функції міністерства були суто адміністративними. Військові кампанії та переміщення військ контролювалися і керувалися китайським імператором, спочатку через керівну раду Маньчжурії, а потім через Велику раду.
Дошка покарань
Рада покарань розв'язувала всі юридичні питання, включаючи нагляд за різними судами та в'язницями. Правова база династії Цін була відносно слабкою в порівнянні з сучасними правовими системами, оскільки не було поділу виконавчої та законодавчої гілок влади. Правова система могла бути непослідовною, а іноді й свавільною, оскільки китайський імператор керував указами й мав останнє слово щодо всіх судових рішень. Китайські імператори могли (і робили) час від часу, скасування рішень нижчих судів. Справедливість ставлення також була проблемою в рамках системи контролю маньчжурського уряду над більшістю ханьських китайців. Щоб протистояти цим недолікам і підтримувати населення в належному порядку, уряд Цін підтримував дуже суворий карний кодекс щодо населення Хань, але він був не більш суворим, ніж попередні китайські династії.
Рада робіт
Рада робіт займалася всіма державними будівельними проєктами, включаючи палаци, храми та ремонт водних шляхів і паводкових каналів. Вона також відповідала за карбування монет.

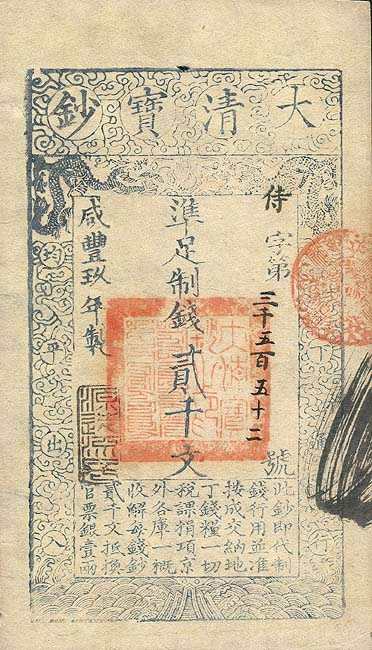
2000 — готівкова банкнота Да-Цін Баочао 1859 року

З раннього часу правління династії Цін центральний уряд характеризувався системою подвійних призначень, за яким на кожну посада в центральному уряді повинні були призначатись маньчжурець та китаєць. Призначений китайський хань повинен був виконувати основну роботу, а маньчжури — забезпечити вірність ханьця правлінню династії Цін.
На додаток до шести дощок був унікальний для уряду Цін «Ліфан Юань». Ця установа була створена для нагляду за управлінням Тибетом і монгольськими землями. У міру розширення імперії вона взяла на себе адміністративну відповідальність за всі етнічні меншини, які проживали в імперії та навколо неї, включаючи ранні контакти з Російською імперією, яка тоді вважалася данником Китаю. Канцелярія мала статус повноправного міністерства й очолювалася чиновниками рівного рангу. Однак, спочатку призначалися лише кандидати маньчжурської та монгольської національностей, а пізніше стали доступними й для ханьців. 

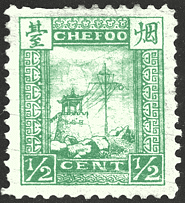
Поштова марка Яньтай (Чефу) за часів династії Цін

Попри на те, що Рада обрядів та «Ліфан Юань» виконували деякі обов'язки іноземного офісу, їм не вдалося розвинутися в професійній іноземній службі. Лише в 1861 році — через рік після програшу в Другій опіумній війні від англо-французької коаліції — уряд династії Цін піддався тиску з боку іноземних держав і створив відповідне управління закордонних справ, відоме як «Цунлі Ямень». Офіс спочатку мав тимчасовий характер і в ньому працювали посадовці, відряджені від Великої ради. Однак у міру того, як відносини з іноземцями ставали дедалі складнішими та частішими, офіс зростав у розмірі та значенні, чому сприяли надходження від митних зборів, які потрапляли під його пряму юрисдикцію.
Існувала також інша державна установа, яка називалася «Імператорським домашнім відділом», яка була унікальною для династії Цін. Ця державна установа була заснована до падіння правління династії Мін, але став зрілим лише після 1661 року, після смерті китайського імператора Фулінь та приходу до влади його сина, китайського імператора Сюаньє. Початкова мета відділу полягала в управлінні внутрішніми справами імператорської сім'ї та діяльністю внутрішнього палацу (у завданнях якого він значною мірою замінив євнухів), але він також відігравав важливу роль у відносинах династії Цін з Тибетом і Монголією, займався торговельною діяльністю (нефрит, женьшень, сіль, хутра тощо), керував текстильними фабриками в районі Цзяннань і навіть видавав книги. Відносини з суперінтендантами солі та торговцями сіллю, наприклад, у Янчжоу, були особливо прибутковими, тим більше, що вони були прямими й не проходили через поглинаючі шари бюрократії. У відділі працювали буї,  або «слуги» з Верхніх трьох прапорів. До 19 століття він керував діяльністю щонайменше 56 субагентств.

## Адміністративний поділ

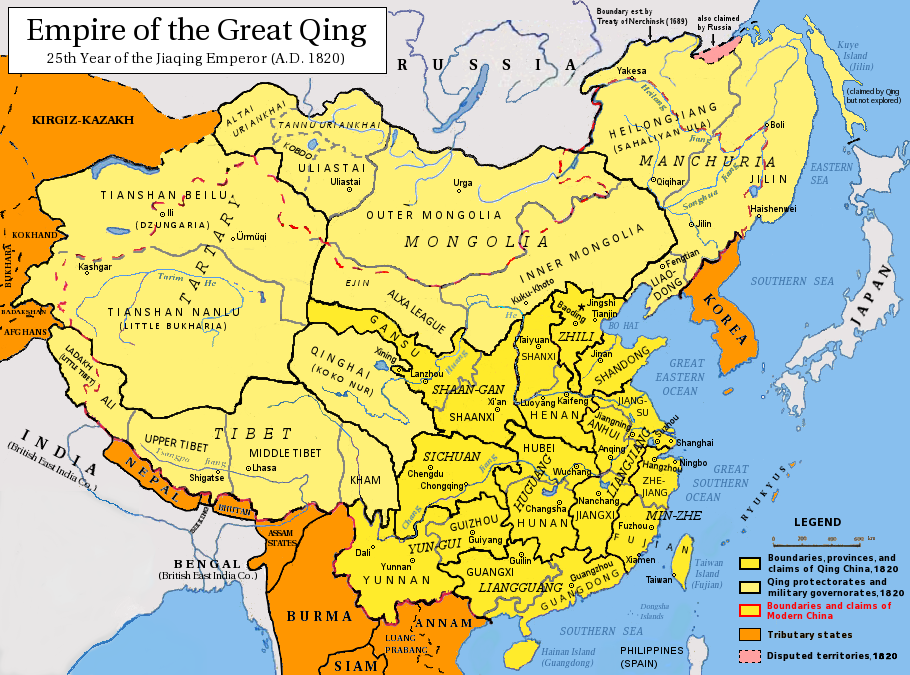
Династія Цін в бл. 1820, провінції — жовтим, військові губернаторства та протекторати — світло-жовтим, штати притоків — помаранчевим

Китай часів правління династії Цін досяг свого найбільшого розмаху в 18 столітті, коли він правив власне Китаєм (вісімнадцять провінцій), а також районами сучасного Північно- Східного Китаю, Внутрішньої Монголії, Зовнішньої Монголії, Сіньцзяну і Тибету, приблизно розміром в 13 млн км 2. Спочатку існувало 18 провінцій, усі з яких були власне Китаєм, але пізніше ця кількість була збільшена до 22, а Маньчжурія та Сіньцзян були розділені або перетворені на провінції. Тайвань, який спочатку був частиною провінції Фуцзянь, став окремою провінцією в 19 столітті, але наприкінці століття після програшу Китаєм у першій китайсько-японської війни був переданий під контроль Японській імперії. Крім того, багато навколишніх країн, таких як Корея (династія Чосон), В'єтнам часто платили данину Китаю протягом більшої частини цього періоду. Династія Катор в Афганістані також сплачувала данину китайській династії Цін до середини 19 століття.  За часів династії Цін китайці претендували на сюзеренітет над Тагдумбаш Паміром на південному заході Таджицького автономного округу Таксорган, але дозволили Міру Хунза керувати регіоном в обмін на данину. До 1937 року жителі віддавали данину миру відому як  «хунзи», який контролював пасовища. Кокандське ханство було змушене підкоритися як протекторат і платити данину династії Цін в Китаї між 1774 і 1798 роками.
1. Північний і південний райони Тянь-Шаня (згодом став провінцією Сіньцзян) — іноді невеликі напівавтономні ханство Кумуль і Турфанське ханство поміщають у «східний коло».
2. Зовнішня Монголія — Халха, Ліга Кобдо, Кебсґьол, Танну Уріанха
3. Внутрішня Монголія — 6 ліг (Джірім, Джосоту, Джуу Уда, Шилінгол, Улан Чаб, Іхе Джуу)
4. Інші монгольські ліги — Alshaa khoshuu (хошуу рівня ліги), Ejine khoshuu, Ili khoshuu (у Сіньцзяні), ліга Köke Nuur ; райони безпосереднього правління: Даріганга (Особливий регіон, призначений як пасовище імператора), Гуйхуа Тюмед, Чахар, Хулунбуір
5. Тибет (Ю-Цанг і західний Кхам, приблизно площа сучасного Тибетського автономного району)
6. Маньчжурія (Північно-Східний Китай, пізніше стали провінціями)

- Вісімнадцять провінцій (власне провінції Китаю)
- Додаткові провінції пізньої династії Цін

### Територіальне управління

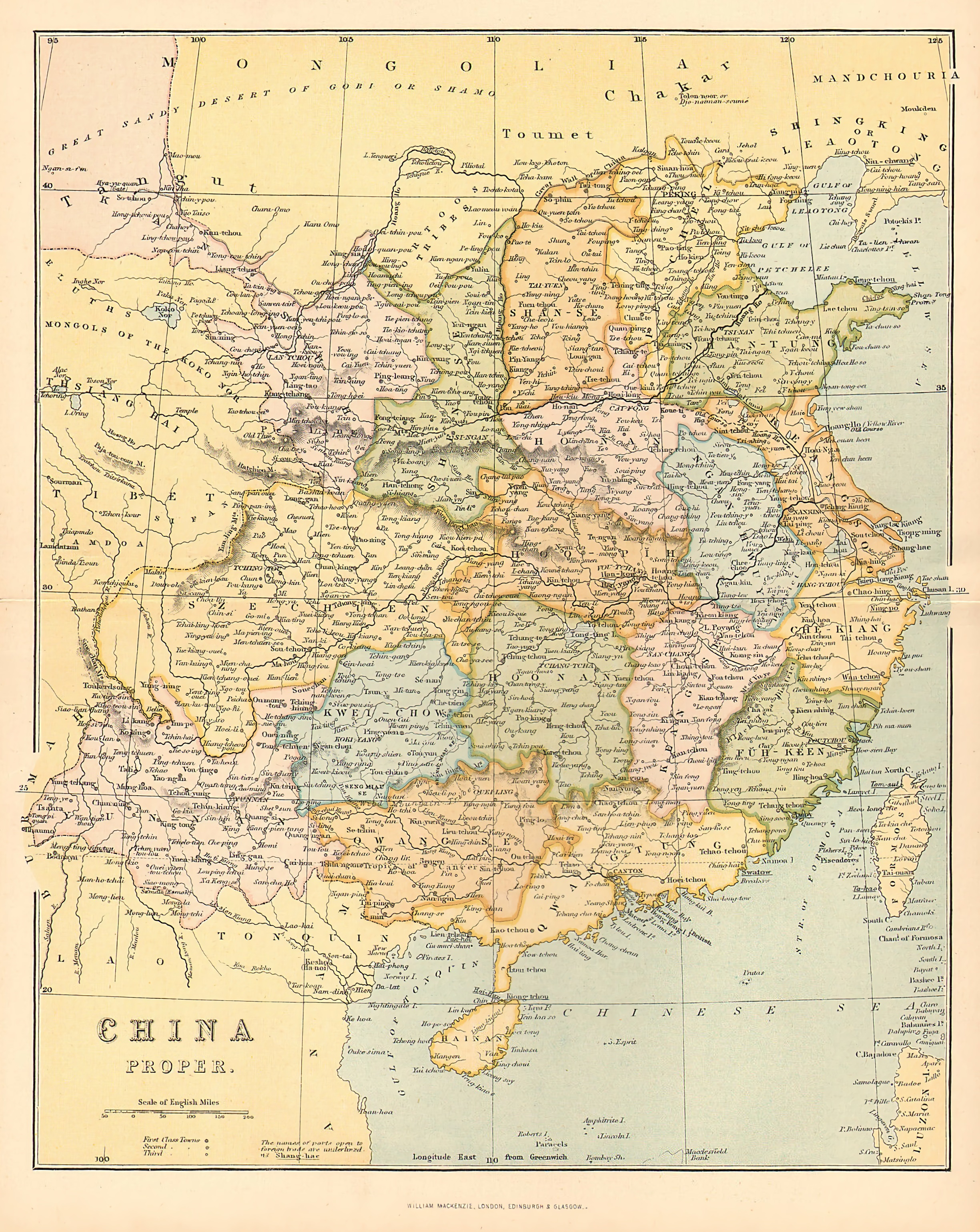
Вісімнадцять провінцій Китаю в 1866 році — основні території Китаю, всередині Великої китайської стіни, контрольовані більшістю історичних правлячих династій Китаю.

Організація китайських провінцій за часів правління династії Цін була заснована на п'ятнадцяти адміністративних одиницях, створених династією Мін, згодом перетворившись на вісімнадцять провінцій шляхом поділу, наприклад, Хугуан на провінції Хубей і Хунань. Провінційна бюрократія продовжила практику династій Юань і Мін щодо трьох паралельних ліній: цивільної, військової та цензури, або спостереження. Кожною провінцією керували губернатор (巡撫) і провінційний військовий командир (提督). Нижче провінції були префектури (府), які діяли під керівництвом префекта (知府), а потім під префектури під префектом. Найнижчою одиницею був повіт, за яким наглядав повітовий магістрат. Вісімнадцять провінцій також відомі як «власне Китай». Посада віцекороля або генерал-губернатора (總督) була найвищим рангом в провінційній адміністрації. У самому Китаї було вісім регіональних віцекоролів, кожен з яких зазвичай керував двома або трьома провінціями. Віцекороль Чжілі, який відповідав за територію навколо столиці Пекіна, зазвичай вважався найпочеснішим і наймогутнішим віцекоролем серед восьми.
1. Віцекороль Жили – відповідальний за Жили
2. Віцекороль Шан-Гану – відповідальний за Шеньсі і Ганьсу
3. Віцекороль Лянцзян – відповідальний за Цзянсу, Цзянсі та Аньхой
4. Віцекороль Хугуанга – відповідальний за Хубей і Хунань
5. Віцекороль Сичуані – відповідальний за Сичуань
6. Намісник Мін-Же – відповідальний за Фуцзянь, Тайвань і Чжецзян
7. Віцекороль Лянгуана – відповідальний за Гуандун і Гуансі
8. Віцекороль Юнь-Гуй – відповідальний за Юньнань і Гуйчжоу

До середини 18 століття династія Цін успішно встановив свій контроль над зовнішніми регіонами, такими як Внутрішня і Зовнішня Монголія, Тибет і Сіньцзян. Для нагляду за їхніми справами до Монголії та Тибету були відправлені імперські комісари та гарнізони. Ці території також перебували під наглядом центральної урядової установи під назвою «Ліфань Юань». Цинхай також був поставлений під безпосередній контроль цінського двору. Сіньцзян, також відомий як Китайський Туркестан, був розділений на регіони на північ і південь від гір Тянь-Шаню, також відомі сьогодні як Джунгарія і Тарімський басейн відповідно, але посада генерала Ілі була заснована в 1762 році для здійснення єдиної військової та адміністративної юрисдикції над обидва регіони. Джунгарія була повністю відкрита для міграції Хань імператором Цяньлун з самого початку. Ханським мігрантам спочатку було заборонено постійно оселятися в Тарімському басейні, але заборону було знято після вторгнення Джахангіра Ходжи в 1820-х роках. Так само, Маньчжурією також керували військові генерали до її поділу на провінції, хоча деякі райони Сіньцзяну та північно-східного Китаю були втрачені через військові дії Російської імперії в середині 19 століття. Маньчжурія спочатку була відокремлена від власне Китаю палісадом Внутрішньої верби, ровом і насипом, засадженими вербами, призначеними для обмеження пересування ханьців, оскільки ця територія була заборонена для цивільних ханьців, поки уряд не почав колонізувати цю територію, особливо з 1860-х років.
Що стосується згаданих зовнішніх регіонів, Цін зберігав над ними імперський контроль, а імператор виступав як монгольський хан, покровитель тибетського буддизму та захисник мусульман. Однак політика династії Цін змінилася зі створенням провінції Сіньцзян в 1884 році. Під час епохи Великої гри, скориставшись повстанням Дунган на північному заході Китаю, Якуб Бег вторгся в Сіньцзян з Центральної Азії за підтримки Британської імперії й став правителем королівства Кашгарія. Цінський уряд відправив сили, щоб перемогти Якуб-бека, і Сіньцзян був відвойований, а потім політична система власне Китаю була офіційно застосована до Сіньцзяну. Кумульське ханство, яке було включено до китайської імперії під час правління династії Цін як васал після того, як допомогло династії Ціну перемогти зунгарів у 1757 році, зберегло свій статус після того, як Сіньцзян перетворився на провінцію через кінець панування династії Цін в Китаї під час Сіньхайської революції до 1930 року. На початку 20 століття Британська імперія відправила до Тибету експедиційні сили й змусила тибетців підписати договір. Цінський уряд відповів, затвердивши суверенітет Китаю над Тибетом, в результаті чого була підписана англо-китайська конвенція 1906 року між Британською імперією та Цінським Китаєм. Британці погодилися не анексувати територію Тибету і не втручатися в управління Тибетом, тоді як Китай зобов'язався не дозволяти жодній іншій іноземній державі втручатися в територію або внутрішнє управління Тибету. Крім того, подібно до Сіньцзяну, який раніше був перетворений на провінцію, уряд династії Цін також перетворив Маньчжурію на три провінції на початку 20 століття, офіційно відомі як Три північно-східні провінції, і встановив посаду віцекороля трьох північно-східних провінцій, щоб наглядати за цими провінціями, збільшуючи загальну кількість регіональних віцекоролів до дев'яти.

## Виноски
1. ↑  кит.: 六部; піньїнь: lìubù
2. ↑  кит. трад.: 軍機大臣; спрощ.: 军机大臣; піньїнь: jūnjī dàchén
3. ↑  кит.: 包衣; піньїнь: bāoyī; маньчжурська: Шаблон:ManchuSibeUnicode; Möllendorff: booi; Abkai: boui